# Craig Coxhell
Craig Coxhell (Shepperton, 15 ottobre 1982) è un pilota motociclistico australiano, ritiratosi dall'attività agonistica, vincitore del campionato australiano Superbike nel 2003.

## Carriera
Coxhell disputa la prima stagione completa nell'Australian 250cc Poroduction Championship nel 1999 dove è subito vice-campione. Dalla stagione successiva è impegnato nel campionato australiano Superbike fino al 2003, anno in cui in sella ad una Suzuki GSX-R1000 si laurea campione nazionale.
Nel 2004 è pilota titolare nel British Superbike Championship dove, in sella ad una Honda CBR1000RR del team Vitrans, chiude con novantadue punti al tredicesimo posto. Con la stessa squadra del campionato britannico prende parte, in qualità di pilota wild card, al Gran Premio d'Europa nel mondiale Superbike. Conclude entrambe le gare all'ottavo posto, i punti così conseguiti gli consentono di classificarsi al ventiquattresimo posto. Sempre nel 2004 disputa le ultime due gare del campionato mondiale Supersport, in qualità di wild card per Yamaha Motor Deutschland, team nel quale è titolare il suo connazionale Kevin Curtain. Totalizza tredici punti classificandosi ventiduesimo.
Nel 2005 è pilota titolare nella Superstock 1000 FIM Cup. In sella ad una GSX-R1000 del team EMS conclude tutte le gare tranne una, andando sempre a punti, quattro volte sul podio tra cui una vittoria al Gran Premio di Brno. Chiude la stagione al terzo posto in campionato. Nel 2006 torna nel campionato britannico Superbike dove gareggia con una ZX-10R del team Hawk Kawasaki; con 94 punti chiude al quattordicesimo posto. Nel 2007, tornato nel campionato australiano, è vice-campione con Suzuki. Dal 2009 al 2010 gareggia con un proprio teamː il CJC Racing. Al termine della stagione 2011 decide di ritirarsi dalle corse.

## Risultati in gara

### Campionato mondiale Superbike
| 2004 | Moto  |  |  |  |  |  |  |  |  |  |  |  |  |  |  |   |   |  |  |  |  |  |  |  |  |  |  | Punti | Pos. |
| ---- | ----- |  |  |  |  |  |  |  |  |  |  |  |  |  |  | - | - |  |  |  |  |  |  |  |  |  |  | ----- | ---- |
| 2004 | Honda |  |  |  |  |  |  |  |  |  |  |  |  |  |  | 8 | 8 |  |  |  |  |  |  |  |  |  |  | 16    | 24º  |

| Legenda | 1º posto        | 2º posto            | 3º posto           | A punti      | Senza punti        | Grassetto – Pole position Corsivo – Giro più veloce |
| Legenda | Gara non valida | Non qual./Non part. | Ritirato/Non class | Squalificato | '-' Dato non disp. | Grassetto – Pole position Corsivo – Giro più veloce |

### Campionato mondiale Supersport
| 2004 | Moto   |  |  |  |  |  |  |  |  |    |   |  |  | Punti | Pos. |
| ---- | ------ |  |  |  |  |  |  |  |  | -- | - |  |  | ----- | ---- |
| 2004 | Yamaha |  |  |  |  |  |  |  |  | 12 | 7 |  |  | 13    | 22º  |

| Legenda | 1º posto        | 2º posto            | 3º posto           | A punti      | Senza punti        | Grassetto – Pole position Corsivo – Giro più veloce |
| Legenda | Gara non valida | Non qual./Non part. | Ritirato/Non class | Squalificato | '-' Dato non disp. | Grassetto – Pole position Corsivo – Giro più veloce |